# مجلس الأمة الكويتي 2006
مجلس الأمة الكويتي 2006 (الفصل التشريعي الحادي عشر) من 12 يوليو 2006 حتى حل المجلس في 19 مارس 2008 ، أجريت انتخابات المجلس في يوم الخميس 29 يونيو 2006 وذالك بعد أن صدر مرسوماً بحل مجلس الأمة 2003 في 21 مايو 2006 ، وقد ترأس هاذا المجلس جاسم محمد الخرافي والذي تولى الرئاسة منذ 17 يوليو 1999 وفي 19 مارس 2008 صدر مرسوماً بحل المجلس.

## الفائزن في الانتخابات حسب الدوائر
الدائرة الأولى
- أحمد لاري
- صالح عاشور

الدائرة الثانية
- مرزوق علي الغانم
- محمد المطير

الدائرة الثالثة
- محمد جاسم الصقر
- جاسم الخرافي

الدائرة الرابعة
- عبد الله يوسف الرومي
- عبد الواحد محمود العوضي

الدائرة الخامسة
- علي فهد الراشد
- أحمد باقر

الدائرة السادسة
- مشاري العنجري
- دعيج الشمري

الدائرة السابعة
- عادل الصرعاوي
- وليد مساعد الطبطبائي

الدائرة الثامنة
- حسن عبد الله جوهر
- أحمد عبد المحسن المليفي

الدائرة التاسعة
- ناصر الصانع
- فيصل الشايع

الدائرة العاشرة
- صالح الفضالة
- جمال العمر

الدائرة الحادية عشر
- أحمد عبد العزيز السعدون
- علي العمير

الدائرة الثانية عشر
- حسين ناصر الحريتي
- أحمد الشحومي

الدائرة الثالثة عشر
- جمال الكندري
- عدنان عبد الصمد

الدائرة الرابعة عشر
- فيصل المسلم
- وليد العصيمي

الدائرة الخامسة عشر
- مزعل النمران
- علي سالم الدقباسي

الدائرة السادسة عشر
- ضيف الله بورمية
- مبارك الخرينج

الدائرة السابعة عشر
- مسلم محمد البراك
- حسين مزيد

الدائرة الثامنة عشر
- جمعان الحربش
- خلف دميثير

الدائرة التاسعة عشر
- محمد الخليفة
- خضير العنزي

الدائرة العشرون
- طلال العيار
- محمد البصيري

الدائرة الحادية والعشرون
- سعدون حماد العتيبي
- خالد العدوه

الدائرة الثانية والعشرون
- عبد الله عكاش
- عبد الله مهدي

الدائرة الثالثة والعشرون
- جابر المحيلبي
- غانم الميع

الدائرة الرابعة والعشرون
- فلاح الهاجري
- سعد الشريع

الدائرة الخامسة والعشرون
- مرزوق الحبيني
- عبد الله فالح راعي الفحماء

## أدوار الانعقاد
أدوار انعقاد مجلس الأمة الكويتي 2006  
| دور الإنعقاد        | بداية الفترة   | نهاية الفترة  |
| ------------------- | -------------- | ------------- |
| دور الانعقاد الأول  | 12 يوليو 2006  | 18 يوليو 2006 |
| دور الانعقاد الثاني | 30 أكتوبر 2006 | 11 يوليو 2007 |
| دور الانعقاد الثالث | 30 أكتوبر 2007 | 19 مارس 2008  |

## أبرز الأحداث
- تقليص الدوائر الانتخابية من 25 دائرة إلى 5 دوائر.[1]
- طلب إيقاف الشيخ محمد عبد الله المبارك الصباح عن رئاسة جهاز خدمة المواطن بسبب تدخله في الانتخابات، وقد تم رفض الطلب.[2]
- طلب إسقاط القروض، وقد تم رفضه.[3]
- تم تقديم استجواب إلى الشيخ أحمد عبد الله الأحمد الصباح وزير الصحة، وقد استقالت الحكومة على إثر الاستجواب.[4]
- تم التصويت على إحالة قضية الفحم المكلسن إلى ديوان المحاسبة، ولكن تم رفض الطلب.[5]
- تم تقديم طلب طرح الثقة بالوزير علي الجراح الصباح وزير النفط، وقد تمت الموافقة عليه.[6]
- وفي 19 مارس 2008 صدر مرسوماً بحل المجلس